# Selección de fútbol de Birmania
La selección de fútbol de Birmania (en birmano: မြန်မာအမျိုးသားဘောလုံးအသင်း), también conocida como selección de fútbol de Myanmar es el equipo representativo del país en las competiciones oficiales. Su organización está a cargo de la Federación de Fútbol de Birmania, perteneciente a la AFC.
Su mayor éxito ha sido ser segundo en la Copa Asiática 1968 con el nombre de Birmania, aunque no ha tenido mucho éxito desde entonces. Llegó a clasificarse para los Juegos Olímpicos de 1972 pero no pasó de la primera fase.
Debido a la inestabilidad política del país. Su primera participación en el torneo clasificatorio para la Copa Mundial de Fútbol fue para el certamen de 2010. En dos partidos de la Clasificación de AFC para la Copa Mundial de Fútbol de 2010, el combinado cayó ante China 7:0 y 4:0.
Su selección juvenil conquistó en dos ocasiones el campeonato juvenil asiático (1968 y 1970) y otras cinco en compartido con otra selección (1961 con India, 1963 con Corea del Sur, 1964 y 1966 con Israel y en 1969 con Tailandia). La selección sub-20 participó en la Copa Mundial de Fútbol Sub-20 de 2015 celebrada en Nueva Zelanda.

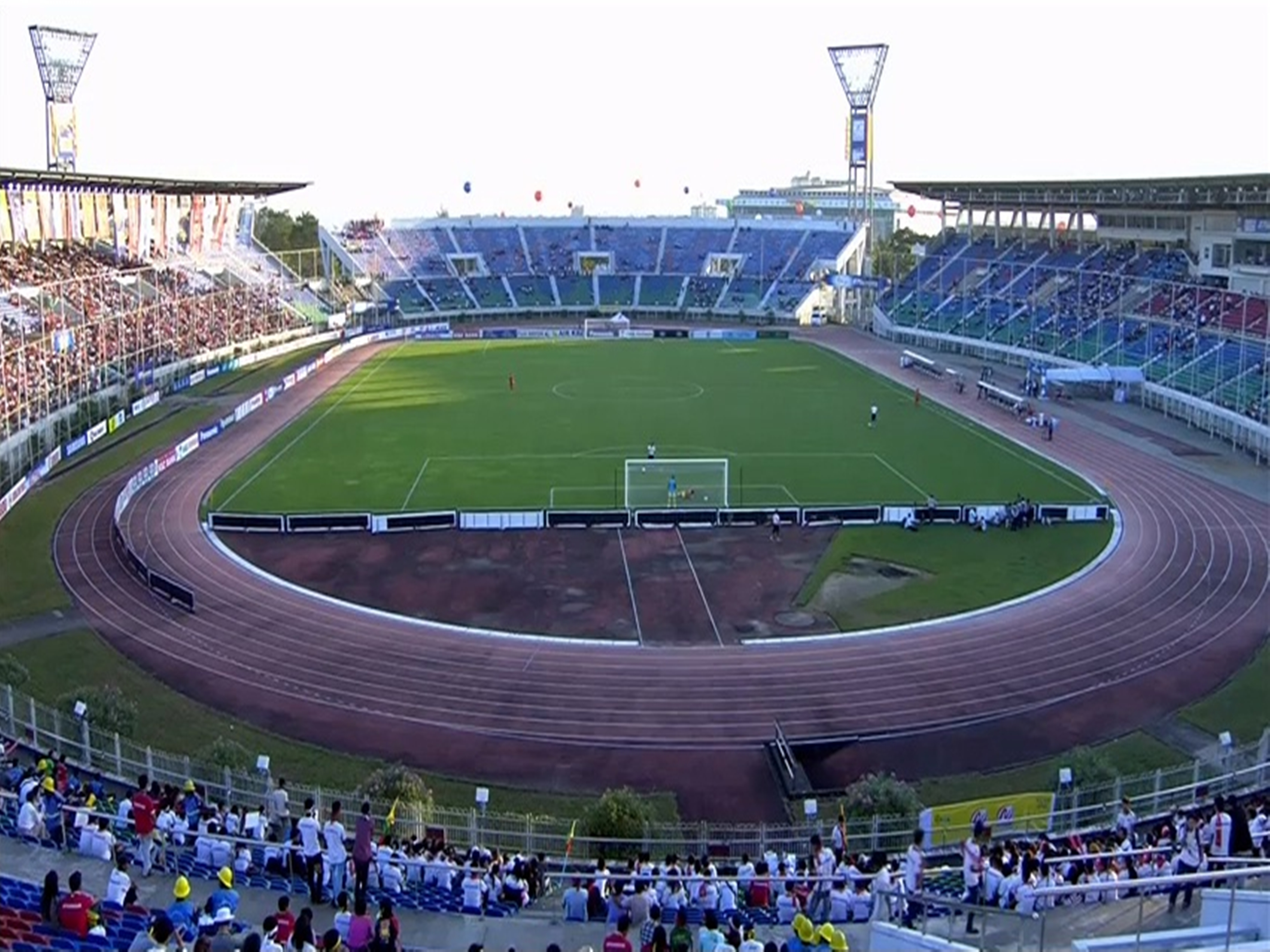
Estadio Thuwunna

## Historia

### 1948 a 1970: la edad de oro
En esta década Birmania envió jugadores a Filipinas en los Juegos Asiáticos de 1954 y logró conseguir la medalla de bronce, detrás de Taiwán (oro) y Corea del Sur (plata); este hecho marcó el comienzo de la edad de oro. Por otro lado, no se esperaba que la nación compitiera por una medalla en los Juegos Asiáticos de tipo olímpico. Mientras tanto, esta delegación se convirtió en el primer equipo birmano masculino en ganar una medalla continental. Pero esto fue solo el comienzo. Luego, contra todo pronóstico, el equipo de Birmania mejoró su esfuerzo en 1954 al ganar la medalla de oro en los Juegos Asiáticos, que se celebraron en Bangkok a mediados de la década de 1960. En ese torneo, Birmania venció a Irán en el juego por la medalla de oro.
El equipo ganador de la medalla de oro en los Juegos Asiáticos de 1966 se estableció como uno de los dos mejores equipos de la región, ya que terminó como finalista de Irán en la Copa Asiática de 1968. Después de reclamar la plata en 1968, la selección masculino de fútbol tuvo una gran actuación a principios de la década de 1970, ya que ganó el derecho a competir en los Juegos Olímpicos de 1972, celebrados en Múnich (Alemania Occidental), al ser uno de los tres finalistas en el torneo asiático. A pesar de perder casi todos sus partidos, los jugadores birmanos capturaron el Premio Fair Play. Al año siguiente, la nación obtuvo su quinta medalla de oro consecutivo en los Juegos del Sudeste Asiático en la ciudad de Singapur (Kuala Lumpur'65, Bangkok'67, Rangoon'69 y Kuala Lumpur '71).
Tres años antes, la selección nacional empezó su capítulo más importante: capturaron el título continental por segunda vez consecutiva, después de que el Comité Olímpico birmano enviara futbolistas a Tailandia para los Juegos Asiáticos de 1970. Birmania se convirtió así en la segunda escuadra de fútbol en ganar el torneo asiático dos veces. Ciertamente, fueron declarados héroes nacionales en Rangún, la entonces capital de Birmania, con su segunda medalla de oro consecutiva en fútbol masculino.
Durante esta época dorada, Birmania produjo muchos talentosos futbolistas. Uno de ellos es Suk Bahadur, que ahora es considerado el mejor futbolista birmano de todos los tiempos por su destacada contribución al fútbol birmano.
Durante los años siguientes, debido en gran parte a varios problemas en el país, el lado nacional no fue capaz de defender con éxito su título asiático. 

### De 1970 a 2010: decadencia y lucha
Durante la última época, Birmania no había podido lograr resultados similares, como la edad de oro, debido a muchos factores. El colapso de todo el sistema de fútbol birmano durante el gobierno de Ne Win y más tarde, la junta , tuvo un efecto negativo para el equipo birmano. La falta de fondos, la infraestructura deficiente, afectaron a muchos jugadores birmanos para buscar su oportunidad en otras naciones, o para retirarse y desaparecer. Al mismo tiempo, el aumento de Malasia , Indonesia , y especialmente Vietnam y Filipinas , hizo que la capacidad de Myanmar se desvaneciera. La serie de declive convirtió a Myanmar en una potencia continental para convertirse en uno de los equipos más débiles de Asia.
A pesar de esto, Birmania logró ganar la medalla de plata en los Juegos del Sudeste Asiático en 1993 , después de perder ante Tailandia en la final, o en la Copa Tiger 2004 cuando Birmania ganó el bronce.

### Desde 2010: resurgimiento
Las reformas de Myanmar en 2011 habían sido un punto importante para cambiar el fútbol de Myanmar, que había disminuido desde la década de 1970. Durante esta era, una nueva ola de fútbol birmano había llegado con el cambio del clima político de Myanmar, después de muchos años bajo el gobierno de la junta.
La llegada de Gerd Zeise, un gerente alemán, había sido el punto crucial. Bajo Gerd, el fútbol de Myanmar desde las reformas ha sido testigo de un progreso significativo. El equipo sub-20 de Myanmar sorprendió al mundo al clasificarse para el primer torneo de la FIFA en la historia de la FIFA, la Copa Mundial de Fútbol Sub-20 de 2015 después de llegar a las semifinales en el Campeonato sub-19 de la AFC 2014 como anfitrión. En 2016 en la AFF Suzuki Cup, Myanmar, como anfitrión, alcanzó vez más fue a semifinales, perdiendo solo ante los eventuales campeones Tailandia.
Sin embargo entre estos éxitos quedan muchos problemas. La capacidad de fútbol de Myanmar ha sido cuestionada después de su desastrosa calificación para el Mundial de Rusia 2018; mientras que al mismo tiempo, muchos equipos en Asia también se han levantado después de muchos años bajo la sombra. Actualmente, Myanmar compite para clasificarse para la Copa Asiática 2019.

## Últimos partidos y próximos encuentros
Actualizado al último partido jugado el 10 de junio de 2025
| Fecha      | Ciudad          | Local      | Resultado | Visitante  | Competición                      |
| ---------- | --------------- | ---------- | --------- | ---------- | -------------------------------- |
| 13-10-2024 | Rangún          | Birmania   | 0:0       | Sri Lanka  | Partido amistoso                 |
| 14-11-2024 | Cd. de Singapur | Singapur   | 3:2       | Birmania   | Partido amistoso                 |
| 19-11-2024 | Rangún          | Birmania   | 2:3       | Líbano     | Partido amistoso                 |
| 09-12-2024 | Rangún          | Birmania   | 0:1       | Indonesia  | Copa AFF 2024                    |
| 12-12-2024 | Manila          | Filipinas  | 1:1       | Birmania   | Copa AFF 2024                    |
| 18-12-2024 | Rangún          | Birmania   | 3:2       | Laos       | Copa AFF 2024                    |
| 22-12-2024 | Hanói           | Vietnam    | 5:0       | Birmania   | Copa AFF 2024                    |
| 25-03-2025 | Rangún          | Birmania   | 2:1       | Afganistán | Clasificación Copa Asiática 2027 |
| 10-06-2025 | Rangún          | Birmania   | 1:0       | Pakistán   | Clasificación Copa Asiática 2027 |
| 09-10-2025 | Rangún          | Birmania   | -:-       | Siria      | Clasificación Copa Asiática 2027 |
| 14-10-2025 | TBD             | Siria      | -:-       | Birmania   | Clasificación Copa Asiática 2027 |
| 18-11-2025 | TBD             | Afganistán | -:-       | Birmania   | Clasificación Copa Asiática 2027 |
| 31-03-2026 | Islamabad       | Pakistán   | -:-       | Birmania   | Clasificación Copa Asiática 2027 |

## Jugadores

### Última convocatoria
Lista de jugadores para el partido ante Afganistán de marzo de 2025.
| No. | Pos. | Jugador            | Fecha de nacimiento (edad)         | Apa. | Goles | Club               |
| --- | ---- | ------------------ | ---------------------------------- | ---- | ----- | ------------------ |
| 1   | POR  | Sann Satt Naing    | 4 de noviembre de 1997 (27 años)   | 8    | 0     | Yangon United      |
| 18  | POR  | Nay Lin Htet       | 23 de abril de 2002 (23 años)      | 0    | 0     | Hanthawaddy United |
| 23  | POR  | Zin Nyi Nyi Aung   | 6 de junio de 2000 (25 años)       | 4    | 0     | Dagon              |
|     |      |                    |                                    |      |       |                    |
| 2   | DEF  | Hein Phyo Win      | 19 de septiembre de 1998 (26 años) | 30   | 0     | Shan United        |
| 3   | DEF  | Thet Hein Soe      | 29 de septiembre de 2001 (23 años) | 17   | 0     | Shan United        |
| 4   | DEF  | Soe Moe Kyaw       | 23 de marzo de 1999 (26 años)      | 28   | 2     | NDM                |
| 5   | DEF  | Nanda Kyaw         | 3 de septiembre de 1996 (28 años)  | 36   | 0     | Shan United        |
| 12  | DEF  | Oakkar Naing       | 8 de noviembre de 2003 (21 años)   | 10   | 0     | Yangon United      |
| 15  | DEF  | Zwe Khant Min      | 20 de junio de 2000 (25 años)      | 7    | 0     | Shan United        |
| 17  | DEF  | Thiha Htet Aung    | 13 de marzo de 1996 (29 años)      | 17   | 0     | Dagon              |
| 20  | DEF  | Hein Zeyar Lin     | 12 de agosto de 2000 (24 años)     | 14   | 0     | Yangon United      |
|     | DEF  | Kyaw Thiha Zaw     | 4 de marzo de 2002 (23 años)       | 0    | 0     | ISPE               |
|     |      |                    |                                    |      |       |                    |
| 6   | MED  | Kyaw Min Oo        | 16 de junio de 1996 (29 años)      | 28   | 1     | PDRM               |
| 7   | MED  | Lwin Moe Aung      | 10 de diciembre de 1999 (25 años)  | 47   | 5     | Rayong             |
| 8   | MED  | Khun Kyaw Zin Hein | 15 de julio de 2002 (23 años)      | 3    | 0     | Shan United        |
| 10  | MED  | Thiha Zaw          | 28 de diciembre de 1993 (31 años)  | 13   | 3     | Nagaworld          |
| 11  | MED  | Maung Maung Lwin   | 18 de junio de 1996 (29 años)      | 71   | 14    | Lamphun Warriors   |
| 13  | MED  | Aung Naing Win     | 1 de junio de 1997 (28 años)       | 12   | 0     | Dagon              |
| 14  | MED  | Min Maw Oo         | 6 de marzo de 2005 (20 años)       | 1    | 0     | Thitsar Arman      |
| 19  | MED  | Hein Htet Aung     | 5 de octubre de 2001 (23 años)     | 20   | 0     | Negeri Sembilan    |
| 21  | MED  | Ye Yint Aung       | 22 de marzo de 2000 (25 años)      | 13   | 1     | Shan United        |
| 22  | MED  | Zaw Win Thein      | 1 de marzo de 2003 (22 años)       | 15   | 0     | Yangon United      |
|     | MED  | Myat Kaung Khant   | 15 de julio de 2000 (25 años)      | 16   | 1     | Shan United        |
|     |      |                    |                                    |      |       |                    |
| 9   | DEL  | Than Paing         | 6 de diciembre de 1996 (28 años)   | 43   | 3     | Kanchanaburi Power |
| 16  | DEL  | Aung Kaung Mann    | 18 de febrero de 1998 (27 años)    | 24   | 2     | Phrae United       |
|     | DEL  | Pyae Moe           | 15 de octubre de 1993 (31 años)    | 0    | 0     | Yadanarbon         |

## Estadísticas

### Copa Mundial de Fútbol
| Copa Mundial de Fútbol | Copa Mundial de Fútbol  | Copa Mundial de Fútbol  | Copa Mundial de Fútbol  | Copa Mundial de Fútbol  | Copa Mundial de Fútbol  | Copa Mundial de Fútbol  | Copa Mundial de Fútbol  |
| Año                    | Ronda                   | J                       | G                       | E                       | P                       | GF                      | GC                      |
| ---------------------- | ----------------------- | ----------------------- | ----------------------- | ----------------------- | ----------------------- | ----------------------- | ----------------------- |
| 1930 - 1938            | No existía la selección | No existía la selección | No existía la selección | No existía la selección | No existía la selección | No existía la selección | No existía la selección |
| Como Burma             |                         |                         |                         |                         |                         |                         |                         |
| 1950                   | Se retiró               | Se retiró               | Se retiró               | Se retiró               | Se retiró               | Se retiró               | Se retiró               |
| 1954                   | No participó            | No participó            | No participó            | No participó            | No participó            | No participó            | No participó            |
| 1958                   | No participó            | No participó            | No participó            | No participó            | No participó            | No participó            | No participó            |
| 1962                   | No participó            | No participó            | No participó            | No participó            | No participó            | No participó            | No participó            |
| 1966                   | No participó            | No participó            | No participó            | No participó            | No participó            | No participó            | No participó            |
| 1970                   | No participó            | No participó            | No participó            | No participó            | No participó            | No participó            | No participó            |
| 1974                   | No participó            | No participó            | No participó            | No participó            | No participó            | No participó            | No participó            |
| 1978                   | No participó            | No participó            | No participó            | No participó            | No participó            | No participó            | No participó            |
| 1982                   | No participó            | No participó            | No participó            | No participó            | No participó            | No participó            | No participó            |
| 1986                   | No participó            | No participó            | No participó            | No participó            | No participó            | No participó            | No participó            |
| Como Birmania          |                         |                         |                         |                         |                         |                         |                         |
| 1990                   | No participó            | No participó            | No participó            | No participó            | No participó            | No participó            | No participó            |
| 1994                   | Se retiró               | Se retiró               | Se retiró               | Se retiró               | Se retiró               | Se retiró               | Se retiró               |
| 1998                   | No participó            | No participó            | No participó            | No participó            | No participó            | No participó            | No participó            |
| 2002                   | Se retiró               | Se retiró               | Se retiró               | Se retiró               | Se retiró               | Se retiró               | Se retiró               |
| 2006                   | Suspendido              | Suspendido              | Suspendido              | Suspendido              | Suspendido              | Suspendido              | Suspendido              |
| 2010                   | No clasificó            | No clasificó            | No clasificó            | No clasificó            | No clasificó            | No clasificó            | No clasificó            |
| 2014                   | No clasificó            | No clasificó            | No clasificó            | No clasificó            | No clasificó            | No clasificó            | No clasificó            |
| 2018                   | No clasificó            | No clasificó            | No clasificó            | No clasificó            | No clasificó            | No clasificó            | No clasificó            |
| 2022                   | No clasificó            | No clasificó            | No clasificó            | No clasificó            | No clasificó            | No clasificó            | No clasificó            |
| 2026                   | No clasificó            | No clasificó            | No clasificó            | No clasificó            | No clasificó            | No clasificó            | No clasificó            |
| 2030                   | Por disputarse          | Por disputarse          | Por disputarse          | Por disputarse          | Por disputarse          | Por disputarse          | Por disputarse          |
| 2034                   | Por disputarse          | Por disputarse          | Por disputarse          | Por disputarse          | Por disputarse          | Por disputarse          | Por disputarse          |
| Total                  | 0/23                    | -                       | -                       | -                       | -                       | -                       | -                       |

### Copa Asiática
| Copa Asiática | Copa Asiática | Copa Asiática | Copa Asiática | Copa Asiática | Copa Asiática | Copa Asiática | Copa Asiática |
| Año           | Ronda         | J             | G             | E             | P             | GF            | GC            |
| Como Burma    | Como Burma    | Como Burma    | Como Burma    | Como Burma    | Como Burma    | Como Burma    | Como Burma    |
| ------------- | ------------- | ------------- | ------------- | ------------- | ------------- | ------------- | ------------- |
| 1956          | Se retiró     | Se retiró     | Se retiró     | Se retiró     | Se retiró     | Se retiró     | Se retiró     |
| 1960          | Se retiró     | Se retiró     | Se retiró     | Se retiró     | Se retiró     | Se retiró     | Se retiró     |
| 1964          | Se retiró     | Se retiró     | Se retiró     | Se retiró     | Se retiró     | Se retiró     | Se retiró     |
| 1968          | Subcampeón    | 4             | 2             | 1             | 1             | 5             | 4             |
| 1972          | Se retiró     | Se retiró     | Se retiró     | Se retiró     | Se retiró     | Se retiró     | Se retiró     |
| 1976          | Se retiró     | Se retiró     | Se retiró     | Se retiró     | Se retiró     | Se retiró     | Se retiró     |
| 1980          | Se retiró     | Se retiró     | Se retiró     | Se retiró     | Se retiró     | Se retiró     | Se retiró     |
| 1984          | Se retiró     | Se retiró     | Se retiró     | Se retiró     | Se retiró     | Se retiró     | Se retiró     |
| 1988          | Se retiró     | Se retiró     | Se retiró     | Se retiró     | Se retiró     | Se retiró     | Se retiró     |
| 1992          | No participó  | No participó  | No participó  | No participó  | No participó  | No participó  | No participó  |
| Como Birmania |               |               |               |               |               |               |               |
| 1996          | No clasificó  | No clasificó  | No clasificó  | No clasificó  | No clasificó  | No clasificó  | No clasificó  |
| 2000          | No clasificó  | No clasificó  | No clasificó  | No clasificó  | No clasificó  | No clasificó  | No clasificó  |
| 2004          | No clasificó  | No clasificó  | No clasificó  | No clasificó  | No clasificó  | No clasificó  | No clasificó  |
| 2007          | No participó  | No participó  | No participó  | No participó  | No participó  | No participó  | No participó  |
| 2011          | No clasificó  | No clasificó  | No clasificó  | No clasificó  | No clasificó  | No clasificó  | No clasificó  |
| 2015          | No clasificó  | No clasificó  | No clasificó  | No clasificó  | No clasificó  | No clasificó  | No clasificó  |
| 2019          | No clasificó  | No clasificó  | No clasificó  | No clasificó  | No clasificó  | No clasificó  | No clasificó  |
| 2023          | No clasificó  | No clasificó  | No clasificó  | No clasificó  | No clasificó  | No clasificó  | No clasificó  |
| Total         | 1/18          | 4             | 2             | 1             | 1             | 5             | 4             |

## Torneos regionales

### Campeonato de Fútbol de la ASEAN
| Campeonato de Fútbol de la ASEAN | Campeonato de Fútbol de la ASEAN | Campeonato de Fútbol de la ASEAN | Campeonato de Fútbol de la ASEAN | Campeonato de Fútbol de la ASEAN | Campeonato de Fútbol de la ASEAN | Campeonato de Fútbol de la ASEAN | Campeonato de Fútbol de la ASEAN |
| Año                              | Ronda                            | J                                | G                                | E                                | P                                | GF                               | GC                               |
| -------------------------------- | -------------------------------- | -------------------------------- | -------------------------------- | -------------------------------- | -------------------------------- | -------------------------------- | -------------------------------- |
| 1996                             | Fase de grupos                   | 4                                | 2                                | 0                                | 2                                | 11                               | 12                               |
| 1998                             | Fase de grupos                   | 3                                | 1                                | 1                                | 1                                | 8                                | 9                                |
| 2000                             | Fase de grupos                   | 3                                | 1                                | 0                                | 2                                | 4                                | 8                                |
| 2002                             | Fase de grupos                   | 4                                | 2                                | 1                                | 1                                | 13                               | 5                                |
| 2004                             | Cuarto lugar                     | 7                                | 3                                | 1                                | 3                                | 12                               | 12                               |
| 2007                             | Fase de grupos                   | 3                                | 0                                | 3                                | 0                                | 1                                | 1                                |
| 2008                             | Fase de grupos                   | 3                                | 1                                | 0                                | 2                                | 4                                | 8                                |
| 2010                             | Fase de grupos                   | 3                                | 0                                | 1                                | 2                                | 2                                | 9                                |
| 2012                             | Fase de grupos                   | 3                                | 0                                | 1                                | 2                                | 1                                | 7                                |
| 2014                             | Fase de grupos                   | 3                                | 0                                | 1                                | 2                                | 2                                | 6                                |
| 2016                             | Semifinales                      | 4                                | 2                                | 0                                | 2                                | 5                                | 9                                |
| 2018                             | Fase de grupos                   | 4                                | 2                                | 1                                | 1                                | 7                                | 5                                |
| 2020                             | Fase de grupos                   | 4                                | 1                                | 0                                | 3                                | 4                                | 10                               |
| 2022                             | Fase de grupos                   | 4                                | 0                                | 1                                | 3                                | 4                                | 9                                |
| 2024                             | Fase de grupos                   | 4                                | 1                                | 1                                | 2                                | 4                                | 9                                |
| Total                            | 15/15                            | 56                               | 16                               | 12                               | 28                               | 82                               | 119                              |

### Copa Desafío de la AFC
| Copa Desafío de la AFC | Copa Desafío de la AFC | Copa Desafío de la AFC | Copa Desafío de la AFC | Copa Desafío de la AFC | Copa Desafío de la AFC | Copa Desafío de la AFC | Copa Desafío de la AFC |
| Año                    | Ronda                  | J                      | G                      | E                      | P                      | GF                     | GC                     |
| ---------------------- | ---------------------- | ---------------------- | ---------------------- | ---------------------- | ---------------------- | ---------------------- | ---------------------- |
| 2006                   | No participó           | No participó           | No participó           | No participó           | No participó           | No participó           | No participó           |
| 2008                   | Cuarto lugar           | 5                      | 2                      | 0                      | 3                      | 6                      | 6                      |
| 2010                   | Cuarto lugar           | 5                      | 2                      | 0                      | 3                      | 6                      | 10                     |
| 2012                   | No clasificó           | No clasificó           | No clasificó           | No clasificó           | No clasificó           | No clasificó           | No clasificó           |
| 2014                   | Fase de grupos         | 3                      | 1                      | 0                      | 2                      | 3                      | 5                      |
| Total                  | 3/5                    | 13                     | 5                      | 0                      | 8                      | 15                     | 21                     |

### Copa Solidaridad de la AFC
| Copa Desafío de la AFC | Copa Desafío de la AFC | Copa Desafío de la AFC | Copa Desafío de la AFC | Copa Desafío de la AFC | Copa Desafío de la AFC | Copa Desafío de la AFC | Copa Desafío de la AFC |
| Año                    | Ronda                  | J                      | G                      | E                      | P                      | GF                     | GC                     |
| ---------------------- | ---------------------- | ---------------------- | ---------------------- | ---------------------- | ---------------------- | ---------------------- | ---------------------- |
| 2016                   | No clasificó           | No clasificó           | No clasificó           | No clasificó           | No clasificó           | No clasificó           | No clasificó           |
| Total                  | 0/1                    | -                      | -                      | -                      | -                      | -                      | -                      |

## Palmarés
- Juegos Asiáticos (2): 1966 y 1970.
- Juegos de la ASEAN (5): 1965, 1967, 1969, 1971 y 1973.
- Copa de Corea (3): 1971, 1972 y 1973.
- Torneo Merdeka (4): 1964, 1967, 1971 y 2006.

## Entrenadores
- Alex Weir (1954)[3]
- Milorad Mitrović (1957)[3]
- Marko Valok (1959–1963)[3]
- Mikhail Bozenenkov (1961–1965)[3][4]
- Sein Hlaing (1962–1976)[5]
  -  German Zonin (1964–1968)[3]
  -  Bert Trautmann (1972–1974)[6]
- Ger Blok (1993–1996)[7]
- David Booth (2000–2003)[8]
- Ivan Kolev (2004–2005)[8][9]
- San Win (2006)[10]
- Tin Myint Aung (abril de 2009)[11][12][13][14][15]
- Drago Mamić (octubre de 2009–febrero de 2010)[16]
- Tin Myint Aung (febrero de 2010)[17]
- Tin Myint Aung (noviembre de 2010–diciembre de 2010)[18][19]
- Milan Živadinović (febrero de 2011–2011)[20]
- Park Sung-hwa (diciembre de 2011–diciembre de 2013)[21][22]
- Radojko Avramović (febrero de 2014–octubre de 2015)[23][24]
- Gerd Zeise (octubre de 2015–marzo de 2018)[24][25][26]
- Antoine Hey (mayo de 2018–diciembre de 2018)[27][28]
- Myo Min Tun (interino- marzo de 2019)[29]
- Miodrag Radulović (abril de 2019–septiembre de 2019)[30][31]
- Antoine Hey (octubre de 2019–febrero de 2023)[31][32]
- Michael Feichtenbeiner (marzo de 2023–agosto de 2024)[33]
- Myo Hlaing Win (septiembre de 2024–)